# Васил Марков (историк)
Вижте пояснителната страница за други личности с името Васил Марков.
Васил Марков Марков е български историк, директор на Университетския научноизследователски център за древни европейски и източносредиземноморски култури при Югозападния университет „Неофит Рилски“.

## Биография
Васил Марков е възпитаник на Историческия факултет на Великотърновския университет „Св. св. Кирил и Методий“ със специализация археология.
От 1984 до 1993 г. работи като уредник и завеждащ отдел в Музея на народните художествени занаяти и приложните изкуства в Троян.
Успоредно с това е докторант на самостоятелна подготовка към катедра „Стара история, археология и етнология” на Историческия факултет на ВТУ „Св. св. Кирил и Методий” и изследва митологични изображения на световното дърво, на слънцето, на змея и змията, чумата и смъртта във възрожденски паметници от Централна Стара планина. 
През 1993 г. защитава успешно пред СНС по Стара и средновековна история, археология и етнография дисертационен труд на тема „Митологични изображения във възрожденското изкуство от Централна Стара планина“ с рецензенти проф. Валентин Ангелов и ст.н.с. Рачко Попов и получава научната и образователна степен „доктор по история“.
От 1993 до 1998 г. Васил Марков работи последователно като главен експерт и завеждащ отдел „Култура” в Община Троян. 
От 1998 г. и понастоящем работи в Югозападен университет "Неофит Рилски". Работи и като хоноруван преподавател в катедра „Стара история и етнология“ на Великотърновския университет „Св. Кирил и Методий“. Член е на Македонския научен институт.

## Академична кариера
Васил Марков стартира академичната си кариера в катедра „Културология“ към Факултета по изкуствата на Югозападния университет „Неофит Рилски през 1998 г. когато печели конкурс за „главен асистент“. От 1999 г. е „доцент“ по „Теория и история на културата“ в частта „Древни култури“, „Древни култури в българските земи“ и „Древнотракийско наследство в българската народна култура“.
През 2008 г. В. Марков защитава научната степен „доктор на науките за културата“ с монографичния труд „Културно наследство и приемственост. Наследство от древноезически свети места в българската народна култура” в Професионално направление 3.1. Социология, антропология и науки за културата.
От 2011 г. заема Академична длъжност „професор“ в същото направление.
От 1999 до 2008 г. е научен ръководител на Студентския научноизследователски клуб за древни култури при катедра „Културология“. През 2008 г. създава и оттогава ръководи Университетския научно-изследователски център за древни европейски и източносредиземноморски култури“. От 2001 г. е научен ръководител на комплексната научна експедиция „Тракийски светилища от Западните Родопи, Рила и Пирин“, организирана от ЮЗУ „Неофит Рилски“ – Благоевград, Археологическия институт с музей при БАН – София, Регионален етнографски музей – Пловдив, Народна обсерватория „Юрий Гагарин“ – Стара Загора.
В периода 1999-2003 г. и 2011-2019 г. изпълнява длъжността „заместник-декан“ по научноизследователската дейност на Факултета по изкуствата, а от 2019 г. е Декан на същия факултет.
Васил Марков е автор на идеята и инициатор на организирането на Международния симпозиум "Мегалитни паметници и култови практики", проведен през 2012, 2016 и 2020 г. Председател е на организационния комитет и на редакционните колегии за издаване на сборник след симпозиумите. Третият международен симпозиум и издаденият том са посветени на неговия шестдесетгодишен юбилей.
Васил Марков е научен ръководител на девет докторанта.

## Научни интереси
Изследва древнотракийски и палеобалкански мегалитни светилища, прилагайки комплексен научен подход – успоредно използване на археологически, етноложки, исторически, културологични и археоастрономически методи.

## Научни публикации
Автор е на много научни статии и монографии, сред които:
- Мегалитни светилища от Югозападна България. Благоевград: УИ "Неофит Рилски" 2021 (Съавтори Алексей Гоцев, Антон Генов, Димитрия Спасова, Анастас Ифандиев)
- Християнски храмове от Югозападна България. УИ „Неофит Рилски“. 2021  (Съавтори: Жана Пенчева, Петя Костадинова)
- Митологични символи от мегалитни светилища в Балкано-Анатолийския регион. Фабер. 2019
- Megalithic Culture in Ancient Thrace. Neofit Rilski University Press. 2015 (Съавтори: Карл Рак, Алексей Стоев, Пенка Мъглова, Ангел Янков, Димитрия Спасова, Антон Генов, Николета Петкова, Ставрос Киотцекоглу, Грозделина Георгиева)
- Dionysos in Thrace. Ancient Enthheogenic Thems in the Mythology and Archeology of Northen Greece, Bulgaria and Turkey. USA: Regent Press, Berkeley. 2014 (Co-author/s: Carl.A.P.Ruck, Evie Marie Holmberg, Mark Hoffman, Stavros Kiotsekoglou)
- Древнотракийско наследство от българската народна култура. Структурни, семантични и функционални аспекти. Фабер. 2010
- Културно-историческо наследство от култа към сакрализираната змия-змей в земите на тракийските сатри. УИ "Неофит Рилски". 2009
- Културно наследство и приемственост. Наследство от древноезическите свети места в българската народна култура. УИ "Неофит Рилски". 2007
- Древноезическо наследство в българското народно изкуство. УИ "Неофит Рилски". 2005
- Сакрално пространство в Древна Тракия. УИ "Неофит Рилски". 2003 (Съавтор: Алексей Гоцев, Ангел Янков)
- Следите на Бога. УИ "Неофит Рилски". 2002
- Митологични символи от Класическия Изток, Източното Средиземноморие и Балканите. УИ "Неофит Рилски". 1997
- Митологични символи от българското народно изкуство. УИ "Неофит Рилски". 1994[1]

## Научни експедиции и открития
Проф. Марков е член и инициатор на няколко научни експедиции, сред които:
- „Мегалитна култура в древна Тракия“[7]
- „Тракийски светилища от Западните Родопи, Рила и Пирин“ [8]

По време на една от научните експедиции през пролетта на 2012 г. екипът на проф. Марков открива тракийски мегалитен жертвеник, наречен „Стъпката на Крали Марко“ в местността местността „Сариев камък" в полите на планината Беласица. Откритието се намира на около 300 – 400 метра от границата със Северна Македония, след последните къщи на погранично село Габрене.
През месец септември 2014 г. проф. Васил Марков и доц. Алексей Гоцев (Националния археологически институт при БАН) потвърждават, че на връх Фенерка над гр.Дупница са регистрирали древнотракийско светилище и обект подобен на пирамида. Екипът учени са първите траколози, стъпили на върха, и професионалното им заключение за обекта е първото с научна тежест.